# Еникьой (околия Бафра)
Еникьой (на турски: Yeniköy) е село в околия Бафра, вилает Самсун, Турция. На около 100 метра надморска височина. Намира се на 80 км от град Самсун и на 30 км от град Бафра. Населението му през 2000 г. е 166 души. Населено е предимно с българи–мюсюлмани (помаци). Те са потомци на бежанци от Драмско (днешна Гърция) от 1924 г.